# Kap Adare

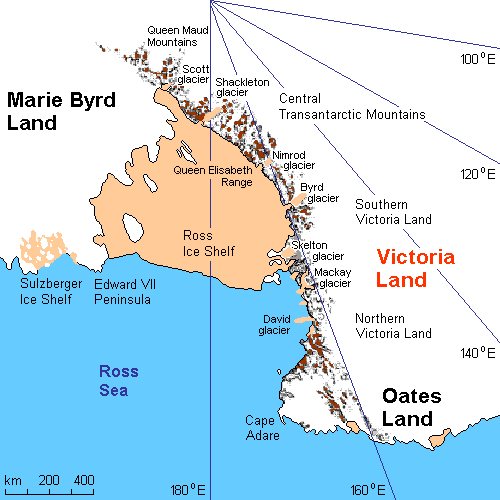
Lägeskarta.

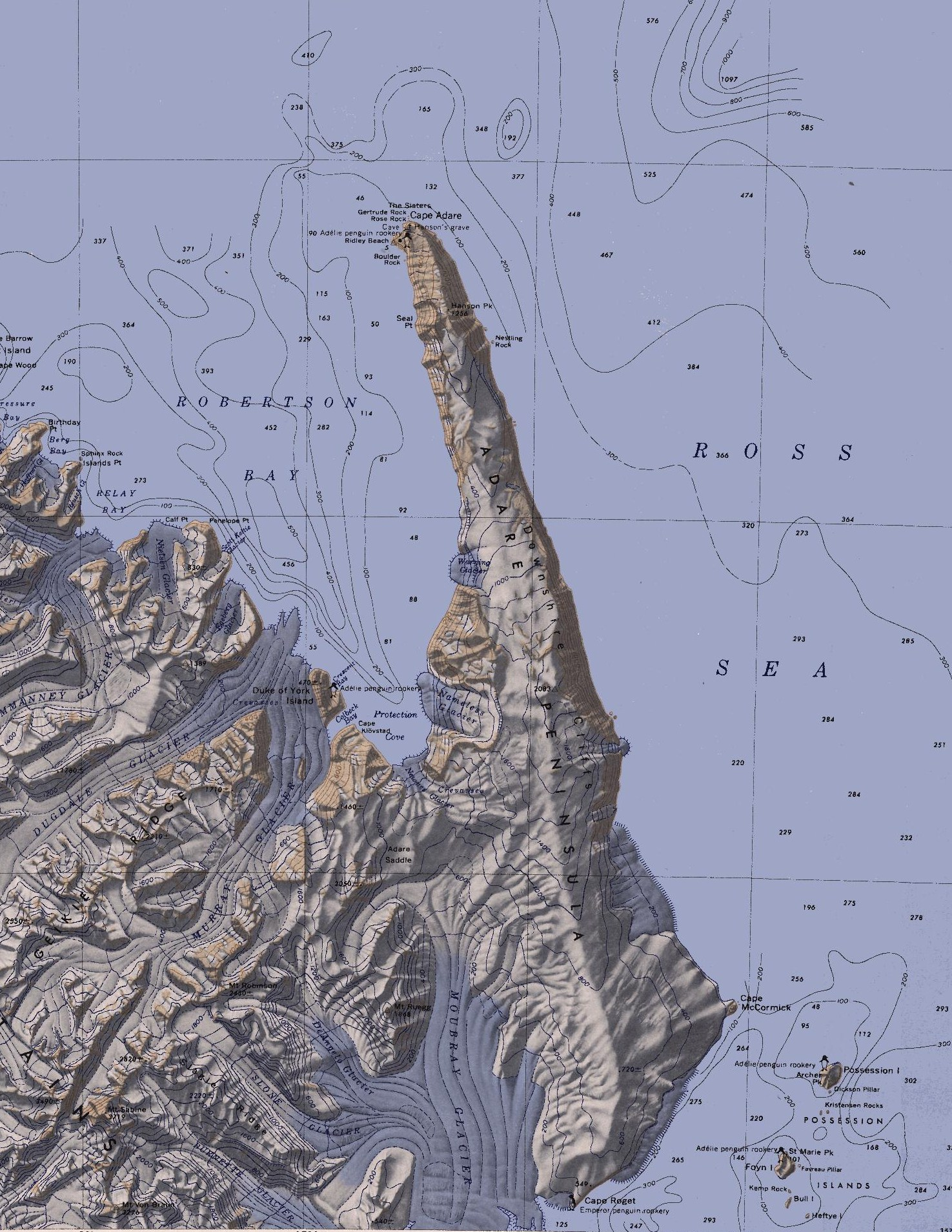
Översiktskarta.

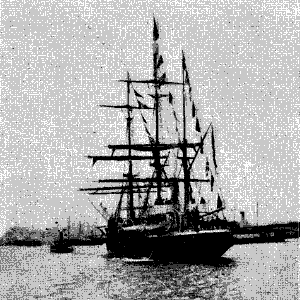
Antarctic, fartyget vid den första landstigningen.

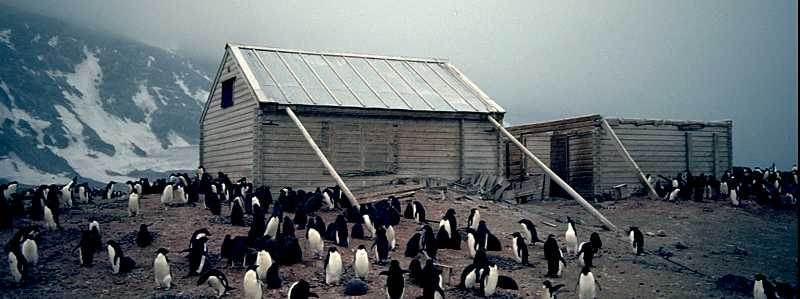
Borgenviks stuga.

Kap Adare (engelska Cape Adare) är en udde i Antarktis. Nya Zeeland gör anspråk på området. Udden var av stor betydelse för den tidiga utforskningen av Antarktis och är bland annat platsen för den första europeiska landstigningen på Antarktis.

## Geografi
Kap Adare ligger längst norrut på den cirka 50 km långa Adarehalvön i den nordöstra delen av Victoria Land i Östantarktis cirka 480 km nordöst om Scottön. Udden och halvön skiljer Antarktiska oceanen i väst från Rosshavet österut.
Terrängen inåt land är varierad. Havet är nära Adare norrut. Trakten är obefolkad. Det finns inga samhällen i närheten.
Halvön består av svart basalt och är habitat för en av de största kolonierna av Adeliepingvin kring Rosshavet med cirka 250 000 häckande par.

## Historia
Kap Adare upptäcktes av den brittiske upptäcktsresanden James Clark Ross 1841 och döptes då efter Edwin Richard Wyndham-Quin, viscount Adare.
Kap Adare blev den 24 januari 1895 platsen för den första dokumenterade europeiska landstigningen på Antarktis av medlemmar från en norsk valfångstexpedition från fartyget "Antarctic". I landstigningsgruppen om 7 man ingick bland andra Carsten Borchgrevink, Henrik Johan Bull, nyzeeländske Alexander von Tunzelmann och kaptenen Leonard Kristensen, det blev aldrig fastlagt vem som egentligen kom iland först.
Området blev sedan även platsen för den första planerade övervintringen på Antarktis under Borchgrevinks Southern Cross-expeditionen åren 1898–1900. Expeditionen reste i februari 1899 då även de första byggnaderna på kontinenten.
Robert Scott använde området till övervintringsplats för delar av sin Terra Nova-expeditionen där man reste några byggnader i februari 1911.
Kap Adare blev också platsen för den första begravningen på kontinenten då norske polarforskaren Nicolai Hanson avled under Southern Cross-expeditionen.
Idag återstår tre byggnader i området, två från Borchgrevinks expedition och cirka 30 meter norrut en från Scotts expedition.
Kap Adare området utsågs först till historiskt område ("Historic site 22") av The Antarctic Treaty Consultative Meeting (ATCM, Antarktiska rådet) och är sedan 1998 ett särskilt skyddsområde ("ASPA 159").